# Flabellina bicolor
Flabelline bicolore
Espèce
Synonymes
- Samla annuligera (Bergh, 1900)
- Flabellina ornata (Risbec, 1928)
- Flabellina alisonae (Gosliner, 1980)[2]

La Flabelline bicolore (Flabellina bicolor) est une espèce de nudibranche de la famille des Flabellinidés.

## Distribution et habitat
F. bicolor se rencontre dans une large zone du bassin Indo-Pacifique, et notamment sur les côtes de Big Island, Maui, Oahu, Niihau, Laysan, Kure et des îles Midway,. L'espèce a également été observée en Afrique du Sud, à Hong Kong ou encore en Australie. L'habitat de ce nudibranche est légèrement protégé voire exposé, il se situe sur des colonies d'algues de l'espèce Halimeda kanaloana entre l'estran et 24 m de profondeur. 

## Description
Cette espèce mesure jusqu'à 22 mm. Le corps long et étroit adopte une teinte translucide blanchâtre ou bleuâtre, il est constellé de taches opaques. Un anneau orangé complet ou partiel est visible à la quasi extrémité des cérates. Les rhinophores sont lamellés et peuvent comporter une tache de blanc opaque. Les tentacules oraux sont blancs avec parfois une ligne translucide. Ceux-ci mesurent environ trois fois la taille des rhinophores, ils sont élancés et aplatis à leur extrémité ce qui leur confère une forme de pagaie ; cela pourrait servir à s'assurer de la solidité du substrat lorsque l'animal se déplace. La queue est longue et pointue. Les cérates sont arrangés en 4 à 8 bouquets de chaque côté de l'animal ; chacun de ces bouquets est situé sur un petit pédoncule.

## Écologie
Cette espèce est diurne ; la ponte est composée de milliers d’œufs agencés en une spirale d'environ 1,5 mm de diamètre et de couleur orange ou rose pâle.